# Plectrocnemia plicata
Plectrocnemia plicata är en nattsländeart som beskrevs av Schmid 1959. Plectrocnemia plicata ingår i släktet Plectrocnemia och familjen fångstnätnattsländor. Inga underarter finns listade i Catalogue of Life.